# Pallacanestro ai Giochi della XVII Olimpiade
Il torneo di pallacanestro ai Giochi della XVII Olimpiade si disputò a Roma dal 26 agosto al 10 settembre 1960, e vide la vittoria degli Stati Uniti.

## Sedi delle partite
| Fase          | Città | Impianto               |
| ------------- | ----- | ---------------------- |
| Fasi a gironi | Roma  | Palazzetto dello Sport |
| Fasi finali   | Roma  | Palazzo dello Sport    |

## Squadre partecipanti

Un'immagine di -

Presero parte ai Giochi 16 squadre nazionali. Oltre all'Italia, paese ospitante, furono iscritte di diritto le prime 8 classificate ai Giochi della XVI Olimpiade, con il Giappone in sostituzione del Cile. Anche Messico e Porto Rico furono ammesse di diritto, in virtù del piazzamento ai III Giochi panamericani (rispettivamente al 2º e 4º posto, alle spalle di Stati Uniti e Brasile già ammesse). Le altre 5 squadre furono selezionate tramite un torneo di qualificazione, disputato a Bologna dal 12 al 20 agosto 1960.
Paese ospitante
- Italia

Prime 8 alle Olimpiadi 1956
- Stati Uniti
- Unione Sovietica
- Uruguay
- Francia
- Bulgaria
- Brasile
- Filippine
- Giappone[1]

Ammesse tramite i III Giochi panamericani
- Messico
- Porto Rico

Ammesse tramite il Torneo di qualificazione
- Cecoslovacchia
- Jugoslavia
- Spagna
- Ungheria
- Polonia

## Torneo di Qualificazione
BOLOGNA Torneo preolimpico di basket per Roma 1960.
Dal 12 al 20 agosto diciotto squadre nazionali di basket provenienti da tutto il mondo, si sfidano al Palazzo dello Sport nel Torneo preolimpico. Esso deve promuovere quattro formazioni alle finali di Roma (diventeranno cinque dopo la rinuncia del Cile).
L'evento è inaugurato ufficialmente il 12 agosto con una sfilata delle delegazioni sportive dal Palazzo dello Sport al Palazzo comunale, con tanto di banda musicale e, in testa, una bandiera a cinque cerchi, che verrà issata sulla Torre Asinelli.
L'"Anticamera delle Olimpiadi" vedrà la qualificazione diretta di Cecoslovacchia, Spagna, Ungheria e Jugoslavia, mentre la Polonia conquisterà, in uno spareggio, il quinto posto disponibile.

## Formula
Nella fase preliminare le 16 squadre vennero suddivise in 4 gironi; le prime due classificate di ciascun girone furono ammesse alla seconda fase; le 8 squadre eliminate si affrontarono poi in una fase a gironi per stabilire i piazzamenti dal 9º al 16º posto.
Le 8 squadre ammesse alla fase finale furono suddivise in due gironi; le prime due classificate passarono alle semifinali, mentre quelle escluse disputarono un girone all'italiana per la classifica dal 5º all'8º posto.
Le semifinali furono disputate sempre con la formula del girone, mantenendo accumulati i risultati della seconda fase. Le prime due classificate disputarono la finale; non fu giocata alcuna finale per il 3º posto, in quanto venne considerato il risultato in classifica del girone di semifinale.

## Risultati

### Prima fase

#### Gruppo A
| Team           | Pt | V - P | Pf - Ps   |
| -------------- | -- | ----- | --------- |
| 1. Stati Uniti | 6  | 3 - 0 | 320 - 183 |
| 2. Italia      | 5  | 2 - 1 | 226 - 247 |
| 3. Ungheria    | 4  | 1 - 2 | 223 - 245 |
| 4. Giappone    | 3  | 0 - 3 | 224 - 318 |

| Roma 26 agosto 1960, ore 9:00 | Ungheria                          | 93 – 66 (48-28) referto | Giappone | Palazzetto dello Sport (2.339 spett.)\| Arbitri: \| Julio Sánchez Padilla S. Sinjakov \| |
| Arbitri:                      | Julio Sánchez Padilla S. Sinjakov |                         |          |                                                                                          |

| Roma 26 agosto 1960, ore 21:30 | Stati Uniti                | 88 – 54 (42-17) referto | Italia | Palazzetto dello Sport (3.000 spett.)\| Arbitri: \| Roger Weber Bozhidar Takev \| |
| Arbitri:                       | Roger Weber Bozhidar Takev |                         |        |                                                                                   |

| Roma 27 agosto 1960, ore 16:00 | Stati Uniti                   | 125 – 66 (65-36) referto | Giappone | Palazzetto dello Sport (2.762 spett.)\| Arbitri: \| Renato Righetto Bryden Harvey \| |
| Arbitri:                       | Renato Righetto Bryden Harvey |                          |          |                                                                                      |

| Roma 27 agosto 1960, ore 23:00 | Italia                            | 72 – 67 (40-37) referto | Ungheria | Palazzetto dello Sport (3.000 spett.)\| Arbitri: \| Karel Klima Julio Sánchez Padilla \| |
| Arbitri:                       | Karel Klima Julio Sánchez Padilla |                         |          |                                                                                          |

| Roma 28 agosto 1960, ore 9:00 | Stati Uniti               | 107 – 63 (48-34) referto | Ungheria | Palazzetto dello Sport (3.000 spett.)\| Arbitri: \| Roger Weber Eduardo Aznar \| |
| Arbitri:                      | Roger Weber Eduardo Aznar |                          |          |                                                                                  |

| Roma 28 agosto 1960, ore 17:30 | Giappone                   | 92 – 100 (43-59) referto | Italia | Palazzetto dello Sport (2.332 spett.)\| Arbitri: \| N. Sharganov Yakovos Bilek \| |
| Arbitri:                       | N. Sharganov Yakovos Bilek |                          |        |                                                                                   |

#### Gruppo B
| Team              | Pt | V - P | Pf - Ps   |
| ----------------- | -- | ----- | --------- |
| 1. Cecoslovacchia | 5  | 2 - 1 | 201 - 192 |
| 2. Jugoslavia     | 5  | 2 - 1 | 193 - 199 |
| 3. Francia        | 4  | 1 - 2 | 187 - 190 |
| 4. Bulgaria       | 4  | 1 - 2 | 209 - 209 |

| Roma 26 agosto 1960, ore 16:00 | Bulgaria                             | 62 – 67 (30-35) referto | Jugoslavia | Palazzetto dello Sport (2.520 spett.)\| Arbitri: \| Ernesto Álvarez Frausto Charlie Sien \| |
| Arbitri:                       | Ernesto Álvarez Frausto Charlie Sien |                         |            |                                                                                             |

| Roma 26 agosto 1960, ore 17:30 | Francia                      | 53 – 56 (22-26) referto | Cecoslovacchia | Palazzetto dello Sport (2.520 spett.)\| Arbitri: \| Renato Righetto N. Sharganov \| |
| Arbitri:                       | Renato Righetto N. Sharganov |                         |                |                                                                                     |

| Roma 27 agosto 1960, ore 9:00 | Francia                       | 61 – 62 (35-32) referto | Jugoslavia | Palazzetto dello Sport (2.495 spett.)\| Arbitri: \| N. Sharganov Pietro Reverberi \| |
| Arbitri:                      | N. Sharganov Pietro Reverberi |                         |            |                                                                                      |

| Roma 27 agosto 1960, ore 10:30 | Cecoslovacchia          | 69 – 75 (43-39) referto | Bulgaria | Palazzetto dello Sport (2.495 spett.)\| Arbitri: \| Roger Weber S. Sinjakov \| |
| Arbitri:                       | Roger Weber S. Sinjakov |                         |          |                                                                                |

| Roma 29 agosto 1960, ore 10:30 | Jugoslavia                           | 64 – 76 (35-40) referto | Cecoslovacchia | Palazzetto dello Sport (3.000 spett.)\| Arbitri: \| Goffredo Sussi Julio Sánchez Padilla \| |
| Arbitri:                       | Goffredo Sussi Julio Sánchez Padilla |                         |                |                                                                                             |

| Roma 29 agosto 1960, ore 20:00 | Francia                | 73 – 72 (d.1t.s.) (32-30, 65-65) referto | Bulgaria | Palazzetto dello Sport (2.706 spett.)\| Arbitri: \| Dallas Shirley T. Hata \| |
| Arbitri:                       | Dallas Shirley T. Hata |                                          |          |                                                                               |

#### Gruppo C
| Team                | Pt | V - P | Pf - Ps   |
| ------------------- | -- | ----- | --------- |
| 1. Brasile          | 6  | 3 - 0 | 213 - 198 |
| 2. Unione Sovietica | 5  | 2 - 1 | 220 - 170 |
| 3. Messico          | 4  | 1 - 2 | 189 - 210 |
| 4. Porto Rico       | 3  | 0 - 3 | 199 - 243 |

| Roma 26 agosto 1960, ore 10:30 | Unione Sovietica          | 66 – 49 (28-17) referto | Messico | Palazzetto dello Sport (2.339 spett.)\| Arbitri: \| Gualtiero Follati T. Hata \| |
| Arbitri:                       | Gualtiero Follati T. Hata |                         |         |                                                                                  |

| Roma 26 agosto 1960, ore 20:00 | Porto Rico                   | 72 – 75 (35-33) referto | Brasile | Palazzetto dello Sport (3.000 spett.)\| Arbitri: \| Pietro Reverberi Karel Klima \| |
| Arbitri:                       | Pietro Reverberi Karel Klima |                         |         |                                                                                     |

| Roma 27 agosto 1960, ore 14:30 | Messico                       | 68 – 64 (d.1t.s.) (34-26, 61-61) referto | Porto Rico | Palazzetto dello Sport (2.762 spett.)\| Arbitri: \| Goffredo Sussi Bozhidar Takev \| |
| Arbitri:                       | Goffredo Sussi Bozhidar Takev |                                          |            |                                                                                      |

| Roma 27 agosto 1960, ore 21:30 | Unione Sovietica            | 54 – 58 (23-28) referto | Brasile | Palazzetto dello Sport (3.000 spett.)\| Arbitri: \| Dallas Shirley Ervin Kassai \| |
| Arbitri:                       | Dallas Shirley Ervin Kassai |                         |         |                                                                                    |

| Roma 29 agosto 1960, ore 21:30 | Brasile                   | 80 – 72 (d.1t.s.) (29-32, 61-61) referto | Messico | Palazzetto dello Sport (2.706 spett.)\| Arbitri: \| Elio Luglini Charlie Sien \| |
| Arbitri:                       | Elio Luglini Charlie Sien |                                          |         |                                                                                  |

| Roma 29 agosto 1960, ore 23:00 | Unione Sovietica                       | 100 – 63 (36-29) referto | Porto Rico | Palazzetto dello Sport (2.706 spett.)\| Arbitri: \| Pietro Reverberi Antonios Skylogiannis \| |
| Arbitri:                       | Pietro Reverberi Antonios Skylogiannis |                          |            |                                                                                               |

#### Gruppo D
| Team         | Pt | V - P | Pf - Ps   |
| ------------ | -- | ----- | --------- |
| 1. Uruguay   | 5  | 2 - 1 | 228 - 225 |
| 2. Polonia   | 5  | 2 - 1 | 233 - 207 |
| 3. Filippine | 4  | 1 - 2 | 228 - 248 |
| 4. Spagna    | 4  | 1 - 2 | 222 - 231 |

| Roma 26 agosto 1960, ore 14:30 | Filippine               | 68 – 86 (31-44) referto | Polonia | Palazzetto dello Sport (2.520 spett.)\| Arbitri: \| Vito Pinto Ervin Kassai \| |
| Arbitri:                       | Vito Pinto Ervin Kassai |                         |         |                                                                                |

| Roma 26 agosto 1960, ore 23:00 | Uruguay                       | 72 – 77 (d.t.s.) (30-41, 70-70) referto | Spagna | Palazzetto dello Sport (3.000 spett.)\| Arbitri: \| Dallas Shirley Goffredo Sussi \| |
| Arbitri:                       | Dallas Shirley Goffredo Sussi |                                         |        |                                                                                      |

| Roma 27 agosto 1960, ore 17:30 | Spagna                           | 82 – 84 (33-35) referto | Filippine | Palazzetto dello Sport (2.762 spett.)\| Arbitri: \| Gualtiero Follati Miroslav Minić \| |
| Arbitri:                       | Gualtiero Follati Miroslav Minić |                         |           |                                                                                         |

| Roma 27 agosto 1960, ore 20:00 | Uruguay                              | 76 – 72 (39-38) referto | Polonia | Palazzetto dello Sport (3.000 spett.)\| Arbitri: \| Ernesto Álvarez Frausto Elio Luglini \| |
| Arbitri:                       | Ernesto Álvarez Frausto Elio Luglini |                         |         |                                                                                             |

| Roma 29 agosto 1960, ore 14:30 | Uruguay                 | 80 – 76 (38-37) referto | Filippine | Palazzetto dello Sport (2.332 spett.)\| Arbitri: \| Ervin Kassai Vito Pinto \| |
| Arbitri:                       | Ervin Kassai Vito Pinto |                         |           |                                                                                |

| Roma 29 agosto 1960, ore 16:00 | Polonia                     | 75 – 63 (37-32) referto | Spagna | Palazzetto dello Sport (2.332 spett.)\| Arbitri: \| Renato Righetto S. Sinjakov \| |
| Arbitri:                       | Renato Righetto S. Sinjakov |                         |        |                                                                                    |

### Seconda fase

#### Gruppi 1º-8º posto
Le prime due di ogni girone accedono al girone valevole per il piazzamento dal 1º al 4º posto. Le squadre al terzo e quarto posto disputano invece un girone valevole per la classifica dal 5º all'8º posto.

##### Gruppo A
| Team              | Pt | V - P | Pf - Ps   |
| ----------------- | -- | ----- | --------- |
| 1. Brasile        | 6  | 3 - 0 | 240 - 221 |
| 2. Italia         | 5  | 2 - 1 | 226 - 216 |
| 3. Cecoslovacchia | 4  | 1 - 2 | 236 - 237 |
| 4. Polonia        | 3  | 0 - 3 | 211 - 239 |

| Roma 1º settembre 1960, ore 21:30 | Brasile                    | 78 – 75 (d.1t.s.) (29-39, 70-70) referto | Italia | Palazzetto dello Sport (3.220 spett.)\| Arbitri: \| Roger Weber Bozhidar Takev \| |
| Arbitri:                          | Roger Weber Bozhidar Takev |                                          |        |                                                                                   |

| Roma 1º settembre 1960, ore 23:00 | Cecoslovacchia             | 88 – 75 (44-30) referto | Polonia | Palazzetto dello Sport (3.220 spett.)\| Arbitri: \| Ervin Kassai Eduardo Aznar \| |
| Arbitri:                          | Ervin Kassai Eduardo Aznar |                         |         |                                                                                   |

| Roma 2 settembre 1960, ore 16:00 | Brasile                      | 77 – 68 (39-46) referto | Polonia | Palazzetto dello Sport (1.622 spett.)\| Arbitri: \| Bozhidar Takev Bryden Harvey \| |
| Arbitri:                         | Bozhidar Takev Bryden Harvey |                         |         |                                                                                     |

| Roma 2 settembre 1960, ore 23:00 | Cecoslovacchia                      | 70 – 77 (34-37) referto | Italia | Palazzetto dello Sport (3.219 spett.)\| Arbitri: \| Antonios Skylogiannis Yakovos Bilek \| |
| Arbitri:                         | Antonios Skylogiannis Yakovos Bilek |                         |        |                                                                                            |

| Roma 3 settembre 1960, ore 16:00 | Italia                | 74 – 68 (40-32) referto | Polonia | Palazzetto dello Sport (1.784 spett.)\| Arbitri: \| Yakovos Bilek T. Hata \| |
| Arbitri:                         | Yakovos Bilek T. Hata |                         |         |                                                                              |

| Roma 3 settembre 1960, ore 21:30 | Cecoslovacchia                       | 78 – 85 (30-43) referto | Brasile | Palazzetto dello Sport (3.219 spett.)\| Arbitri: \| Ernesto Álvarez Frausto Ervin Kassai \| |
| Arbitri:                         | Ernesto Álvarez Frausto Ervin Kassai |                         |         |                                                                                             |

##### Gruppo B
| Team                | Pt | V - P | Pf - Ps   |
| ------------------- | -- | ----- | --------- |
| 1. Stati Uniti      | 6  | 3 - 0 | 293 - 149 |
| 2. Unione Sovietica | 5  | 2 - 1 | 234 - 195 |
| 3. Jugoslavia       | 4  | 1 - 2 | 197 - 275 |
| 4. Uruguay          | 3  | 0 - 3 | 186 - 291 |

| Roma 1º settembre 1960, ore 16:00 | Uruguay                             | 53 – 89 (22-42) referto | Unione Sovietica | Palazzetto dello Sport (1.487 spett.)\| Arbitri: \| Antonios Skylogiannis Yakovos Bilek \| |
| Arbitri:                          | Antonios Skylogiannis Yakovos Bilek |                         |                  |                                                                                            |

| Roma 1º settembre 1960, ore 17:30 | Jugoslavia                      | 42 – 104 (16-63) referto | Stati Uniti | Palazzetto dello Sport (1.487 spett.)\| Arbitri: \| Ernesto Álvarez Frausto T. Hata \| |
| Arbitri:                          | Ernesto Álvarez Frausto T. Hata |                          |             |                                                                                        |

| Roma 2 settembre 1960, ore 17:30 | Unione Sovietica          | 88 – 61 (44-30) referto | Jugoslavia | Palazzetto dello Sport (1.622 spett.)\| Arbitri: \| Roger Weber Jacob Saltiel \| |
| Arbitri:                         | Roger Weber Jacob Saltiel |                         |            |                                                                                  |

| Roma 2 settembre 1960, ore 21:30 | Uruguay                              | 50 – 108 (19-65) referto | Stati Uniti | Palazzetto dello Sport (3.219 spett.)\| Arbitri: \| Ernesto Álvarez Frausto Charlie Sien \| |
| Arbitri:                         | Ernesto Álvarez Frausto Charlie Sien |                          |             |                                                                                             |

| Roma 3 settembre 1960, ore 17:30 | Uruguay                           | 83 – 94 (35-43) referto | Jugoslavia | Palazzetto dello Sport (1.784 spett.)\| Arbitri: \| Antonios Skylogiannis ? Hernández \| |
| Arbitri:                         | Antonios Skylogiannis ? Hernández |                         |            |                                                                                          |

| Roma 3 settembre 1960, ore 23:00 | Stati Uniti                | 81 – 57 (35-28) referto | Unione Sovietica | Palazzetto dello Sport (3.219 spett.)\| Arbitri: \| Roger Weber Bozhidar Takev \| |
| Arbitri:                         | Roger Weber Bozhidar Takev |                         |                  |                                                                                   |

#### Gruppi 9º-16º posto
Le prime due di ogni girone accedono al girone valevole per il piazzamento dal 9º al 12º posto. Le squadre al terzo e quarto posto disputano invece un girone valevole per la classifica dal 13º al 16º posto.

##### Gruppo C
| Team          | Pt | V - P | Pf - Ps   |
| ------------- | -- | ----- | --------- |
| 1. Ungheria   | 6  | 3 - 0 | 167 - 150 |
| 2. Filippine  | 5  | 2 - 1 | 154 - 161 |
| 3. Porto Rico | 4  | 1 - 2 | 162 - 166 |
| 4. Bulgaria   | 0  | 0 - 3 | 0 - 6     |

| Roma 1º settembre 1960, ore 14:30 | Ungheria | 2 – 0 | Bulgaria | Palazzetto dello Sport |

| Roma 1º settembre 1960, ore 20:00 | Filippine                        | 82 – 80 (41-42) referto | Porto Rico | Palazzetto dello Sport (3.220 spett.)\| Arbitri: \| Gualtiero Follati Miroslav Minić \| |
| Arbitri:                          | Gualtiero Follati Miroslav Minić |                         |            |                                                                                         |

| Roma 2 settembre 1960, ore 9:00 | Ungheria                    | 84 – 80 (d.1t.s.) (39-37, 74-74) referto | Porto Rico | Palazzetto dello Sport\| Arbitri: \| Goffredo Sussi Hassan Nikou \| |
| Arbitri:                        | Goffredo Sussi Hassan Nikou |                                          |            |                                                                     |

| Roma 2 settembre 1960, ore 14:30 | Filippine | 2 – 0 | Bulgaria | Palazzetto dello Sport |

| Roma 3 settembre 1960, ore 9:00 | Ungheria                     | 81 – 70 (35-28) referto | Filippine | Palazzetto dello Sport\| Arbitri: \| Renato Righetto Elio Luglini \| |
| Arbitri:                        | Renato Righetto Elio Luglini |                         |           |                                                                      |

| Roma 3 settembre 1960, ore 14:30 | Porto Rico | 2 – 0 | Bulgaria | Palazzetto dello Sport |

##### Gruppo D
| Team        | Pt | V - P | Pf - Ps   |
| ----------- | -- | ----- | --------- |
| 1. Francia  | 6  | 3 - 0 | 270 - 173 |
| 2. Messico  | 5  | 2 - 1 | 218 - 214 |
| 3. Spagna   | 4  | 1 - 2 | 180 - 222 |
| 4. Giappone | 3  | 0 - 3 | 184 - 243 |

| Roma 1º settembre 1960, ore 9:00 | Messico                           | 80 – 66 (31-32) referto | Spagna | Palazzetto dello Sport\| Arbitri: \| Karel Klima Julio Sánchez Padilla \| |
| Arbitri:                         | Karel Klima Julio Sánchez Padilla |                         |        |                                                                           |

| Roma 1º settembre 1960, ore 10:30 | Francia                      | 101 – 63 (39-35) referto | Giappone | Palazzetto dello Sport\| Arbitri: \| Renato Righetto Elio Luglini \| |
| Arbitri:                          | Renato Righetto Elio Luglini |                          |          |                                                                      |

| Roma 2 settembre 1960, ore 10:30 | Giappone                      | 57 – 76 (30-34) referto | Messico | Palazzetto dello Sport\| Arbitri: \| Pietro Reverberi N. Sharganov \| |
| Arbitri:                         | Pietro Reverberi N. Sharganov |                         |         |                                                                       |

| Roma 2 settembre 1960, ore 20:00 | Francia                       | 78 – 48 (39-18) referto | Spagna | Palazzetto dello Sport (3.219 spett.)\| Arbitri: \| Gualtiero Follati S. Sinjakov \| |
| Arbitri:                         | Gualtiero Follati S. Sinjakov |                         |        |                                                                                      |

| Roma 3 settembre 1960, ore 10:30 | Francia                                | 91 – 62 (41-33) referto | Messico | Palazzetto dello Sport\| Arbitri: \| Julio Sánchez Padilla Pietro Reverberi \| |
| Arbitri:                         | Julio Sánchez Padilla Pietro Reverberi |                         |         |                                                                                |

| Roma 3 settembre 1960, ore 20:00 | Spagna                  | 66 – 64 (32-34) referto | Giappone | Palazzetto dello Sport (3.219 spett.)\| Arbitri: \| Vito Pinto N. Sharganov \| |
| Arbitri:                         | Vito Pinto N. Sharganov |                         |          |                                                                                |

### Fase finale
Nel conteggio dei punti in classifica, si tiene conto anche dei risultati ottenuti nella fase precedente nelle partite disputate contro le squadre del proprio gruppo.

#### Gruppo 13º-16º posto
| Team           | Pt | V - P | Pf - Ps   |
| -------------- | -- | ----- | --------- |
| 13. Porto Rico | 6  | 3 - 0 | 170 - 138 |
| 14. Spagna     | 5  | 2 - 1 | 133 - 139 |
| 15. Giappone   | 4  | 1 - 2 | 139 - 159 |
| 16. Bulgaria   | 0  | 0 - 3 | 0 - 6     |

| Roma 7 settembre 1960, ore 10:00 | Porto Rico               | 75 – 65 (39-27) referto | Spagna | Palazzo dello Sport\| Arbitri: \| Karel Klima Charlie Sien \| |
| Arbitri:                         | Karel Klima Charlie Sien |                         |        |                                                               |

| Roma 7 settembre 1960, ore 11:30 | Giappone | 2 – 0 | Bulgaria | Palazzo dello Sport |

| Roma 8 settembre 1960, ore 8:30 | Porto Rico                | 93 – 73 (46-32) referto | Giappone | Palazzo dello Sport\| Arbitri: \| Elio Luglini Ervin Kassai \| |
| Arbitri:                        | Elio Luglini Ervin Kassai |                         |          |                                                                |

| Roma 9 settembre 1960, ore 11:30 | Spagna | 2 – 0 | Bulgaria | Palazzo dello Sport |

#### Gruppo 9-12º posto
| Team          | Pt | V - P | Pf - Ps   |
| ------------- | -- | ----- | --------- |
| 9. Ungheria   | 5  | 2 - 1 | 212 - 209 |
| 10. Francia   | 5  | 2 - 1 | 283 - 211 |
| 11. Filippine | 4  | 1 - 2 | 210 - 267 |
| 12. Messico   | 4  | 1 - 2 | 195 - 213 |

| Roma 8 settembre 1960, ore 10:00 | Ungheria                 | 57 – 69 (28-39) referto | Messico | Palazzo dello Sport\| Arbitri: \| Vito Pinto Henry Perazzo \| |
| Arbitri:                         | Vito Pinto Henry Perazzo |                         |         |                                                               |

| Roma 8 settembre 1960, ore 11:30 | Francia                       | 122 – 75 (59-32) referto | Filippine | Palazzo dello Sport\| Arbitri: \| Pietro Reverberi N. Sharganov \| |
| Arbitri:                         | Pietro Reverberi N. Sharganov |                          |           |                                                                    |

| Roma 10 settembre 1960, ore 10:00 | Filippine                           | 65 – 64 (31-37) referto | Messico | Palazzo dello Sport\| Arbitri: \| Julio Sánchez Padilla Bryden Harvey \| |
| Arbitri:                          | Julio Sánchez Padilla Bryden Harvey |                         |         |                                                                          |

| Roma 10 settembre 1960, ore 11:30 | Ungheria                     | 74 – 70 (40-28) referto | Francia | Palazzo dello Sport\| Arbitri: \| Miroslav Minić Jacob Saltiel \| |
| Arbitri:                          | Miroslav Minić Jacob Saltiel |                         |         |                                                                   |

#### Gruppo 5º-8º posto
| Team              | Pt | V - P | Pf - Ps   |
| ----------------- | -- | ----- | --------- |
| 5. Cecoslovacchia | 6  | 3 - 0 | 284 - 240 |
| 6. Jugoslavia     | 5  | 2 - 1 | 282 - 262 |
| 7. Polonia        | 4  | 1 - 2 | 220 - 245 |
| 8. Uruguay        | 3  | 0 - 3 | 217 - 256 |

| Roma 7 settembre 1960, ore 21:00 | Cecoslovacchia         | 98 – 72 (42-36) referto | Uruguay | Palazzo dello Sport (7.796 spett.)\| Arbitri: \| Goffredo Sussi T. Hata \| |
| Arbitri:                         | Goffredo Sussi T. Hata |                         |         |                                                                            |

| Roma 7 settembre 1960, ore 22:30 | Jugoslavia                        | 95 – 81 (55-44) referto | Polonia | Palazzo dello Sport (7.796 spett.)\| Arbitri: \| Renato Righetto Gualtiero Follati \| |
| Arbitri:                         | Renato Righetto Gualtiero Follati |                         |         |                                                                                       |

| Roma 9 settembre 1960, ore 21:00 | Polonia                    | 64 – 62 (35-31) referto | Uruguay | Palazzo dello Sport (6.414 spett.)\| Arbitri: \| Roger Weber Bozhidar Takev \| |
| Arbitri:                         | Roger Weber Bozhidar Takev |                         |         |                                                                                |

| Roma 9 settembre 1960, ore 22:30 | Cecoslovacchia               | 98 – 93 (d.t.s.) (38-45, 87-87) referto | Jugoslavia | Palazzo dello Sport (6.414 spett.)\| Arbitri: \| Renato Righetto N. Sharganov \| |
| Arbitri:                         | Renato Righetto N. Sharganov |                                         |            |                                                                                  |

#### Gruppo 1º-4º posto
| Team                | Pt | V - P | Pf - Ps   |
| ------------------- | -- | ----- | --------- |
| 1. Stati Uniti      | 6  | 3 - 0 | 283 - 201 |
| 2. Unione Sovietica | 5  | 2 - 1 | 199 - 213 |
| 3. Brasile          | 4  | 1 - 2 | 203 - 229 |
| 4. Italia           | 3  | 0 - 3 | 226 - 268 |

| Roma 8 settembre 1960, ore 21:00 | Brasile                   | 62 – 64 (32-28) referto | Unione Sovietica | Palazzo dello Sport (11.696 spett.)\| Arbitri: \| Roger Weber Yakovos Bilek \| |
| Arbitri:                         | Roger Weber Yakovos Bilek |                         |                  |                                                                                |

| Roma 8 settembre 1960, ore 22:30 | Stati Uniti                          | 112 – 81 (56-48) referto | Italia | Palazzo dello Sport (11.696 spett.)\| Arbitri: \| Julio Sánchez Padilla Miroslav Minić \| |
| Arbitri:                         | Julio Sánchez Padilla Miroslav Minić |                          |        |                                                                                           |

| Roma 10 settembre 1960, ore 21:00 | Italia                            | 70 – 78 (32-34) referto | Unione Sovietica | Palazzo dello Sport (11.699 spett.)\| Arbitri: \| Karel Klima Antonios Skylogiannis \| |
| Arbitri:                          | Karel Klima Antonios Skylogiannis |                         |                  |                                                                                        |

| Roma 10 settembre 1960, ore 22:30 | Brasile                              | 63 – 90 (24-50) referto | Stati Uniti | Palazzo dello Sport (11.699 spett.)\| Arbitri: \| Ernesto Álvarez Frausto Ervin Kassai \| |
| Arbitri:                          | Ernesto Álvarez Frausto Ervin Kassai |                         |             |                                                                                           |

## Classifica finale
| Campione olimpico | Campione olimpico | Campione olimpico |
| --- | ----------------- | --- |
| Stati Uniti3 West, 4 Bellamy, 5 Boozer, 6 Dischinger, 7 Haldorson, 8 Imhoff, 9 Kelley, 10 Lane, 11 Lucas, 12 Smith, 13 Arnette, 14 Robertson, All. Pete Newell |                   | |
| Argento | Unione Sovietica  | Unione Sovietica3 Muižnieks, 4 Valdmanis, 5 Val'tin, 6 Minashvili, 7 Zubkov, 8 Ugrekhelidze, 9 Krūmiņš, 10 Semënov, 11 Korneev, 12 Petrov, 13 Vol'nov, 14 Ozers, All. Stepan Spandarjan      |
| Bronzo | Brasile           | Brasile3 Algodão, 4 Amaury, 5 Wlamir, 6 Moysés, 7 Mosquito, 8 Fernando Brobró, 9 Rosa Branca, 10 Jatyr, 11 Edson Bispo, 12 Sucar, 13 Boccardo, 14 Waldemar, All. Kanela                      |
| 4. | Italia            | Italia3 Giomo, 4 Vianello, 5 Riminucci, 6 Lombardi, 7 Pieri, 8 Gamba, 9 Alesini, 10 Canna, 11 Calebotta, 12 Vittori, 13 Gavagnin, 14 Sardagna, All. Nello Paratore                           |
| 5. | Cecoslovacchia    | Cecoslovacchia3 Tetiva, 4 Kinský, 5 Bobrovský, 6 B. Lukášik, 7 D. Lukášik, 8 Konvička, 9 Konečný, 10 Rylich, 11 Baumruk, 12 Pištělák, 13 Šťastný, 14 Tomášek, All. Ivan Mrázek               |
| 6. | Jugoslavia        | Jugoslavia3 M. Nikolić, 4 Kandus, 5 Korać, 6 Lokar, 7 Kristančić, 8 Gjergja, 9 Gordić, 10 Daneu, 11 Petričević, 12 Dragojlović, 13 Radović, 14 Đurić, All. Aza Nikolić                       |
| 7. | Polonia           | Polonia3 Piskun, 4 Wichowski, 5 Pstrokoński, 6 Nartowski, 7 Młynarczyk, 8 Olszewski, 9 Sitkowski, 10 Łopatka, 11 Przywarski, 12 Dregier, 13 Świerczewski, 14 Pacuła, All. Zygmunt Olesiewicz |
| 8. | Uruguay           | Uruguay3 Matto, 4 Mera, 5 Chelle, 6 Rial, 7 Poyet, 8 Blixen, 9 Scarón, 10 Lubnicki, 11 Costa, 12 Coito, 13 Ciavattone, 15 Gadea, All. Héctor López Reboledo                                  |
| 9. | Ungheria          | Ungheria3 Bánhegyi, 4 Temesvári, 5 Gabányi, 6 Judik, 7 Liptai, 8 Greminger, 9 Zsíros, 10 Boháty, 11 Simon, 12 Bencze, 14 Pólik, 15 Glatz, All. János Páder                                   |
| 10. | Francia           | Francia3 Villecourt, 4 Dorigo, 5 Monclar, 6 Christ, 7 Degros, 8 Baltzer, 9 Antoine, 10 Grange, 11 Mayeur, 12 Beugnot, 13 Baillet, 14 Bertorelle, All. André Buffière                         |
| 11. | Filippine         | Filippine3 Badion, 4 Bernardo, 5 Ortiz, 6 Bachmann, 7 Yburán, 8 Pacheco, 9 Márquez, 10 Ocampo, 11 Cruz, 12 Roque, 13 Achacoso, 14 Ramas, All. Arturo Rius                                    |
| 12. | Messico           | Messico3 Almanza, 4 Chavira, 5 C. Herrera, 6 A. Herrera, 7 Torres, 8 Zea, 9 Ávila, 10 Quintanar, 11 Lozano, 12 Bluth, 13 Aizpuro, 14 Wagner, All. Kiki Romero                                |
| 13. | Porto Rico        | Porto Rico3 Rodríguez, 4 Cruz, 5 Valle, 6 Santori, 7 Cancel, 8 Vicéns, 9 Morales, 10 Cestero, 11 Bocachica, 12 Báez, 13 Casillas, 14 Droz, All. Howie Shannon                                |
| 14. | Spagna            | Spagna3 Bertomeu, 4 Nora, 5 Martínez, 6 Enseñat, 7 Navarro, 8 Lluís, 9 Guillén, 10 Rodríguez, 11 Codina, 12 González, 13 Buscató, 14 Martos, All. Eduardo Kucharski                          |
| 15. | Giappone          | Giappone3 Itoyama, 4 Sugiyama, 5 Saitō, 6 Shōji, 7 Imaizumi, 8 Kamata, 9 Kanekawa, 10 Nara, 11 Ōshima, 12 Wakabayashi, 13 Shiga, 15 Masuda, All. Masayasu Maeda                              |
| 16. | Bulgaria          | Bulgaria3 Stojkov, 5 Mirčev, 6 Radev, 7 Kănev, 8 Lazarov, 9 G. Panov, 10 Gjaurov, 11 Savov, 12 L. Panov, 13 Ilov, 14 Pejčinski, 16 Cvetkov, All. Nikola Kolev                                |